# Аграрна географија
Аграрна географија је грана економске географије, а у склопу друштвене географије. Бави се проучавањем географских аспеката аграрне производње, у првом реду природних и друштвених фактора, који условљавају географски размештај.
Изучава искоришћеност аграрних површина, њихову структуру, рејонирање, класификацију и др.

## Појам и дефиниција
Постоје два схватања о појму саме аграрне географије. Према првом то је економска географија аграрне производње, тј. обухвата размештај пољопривредне производње, као и процесе, факторе и узроке који на то утичу. Према другом то је географија руралних простора. Дакле, први заговарачи се могу сматрати пољопривредним, а други руралних географима.

## Предмет и задатак проучавања
Предмет проучавања аграрне географије, осим просторног размештаја пољопривредне производње су и узрочно-последична везе међу појавама и процесима који су директно или индиректно у вези са самом пољопривредом.
Задаци аграрне географије су проучавање просторног уређења и организације пољопривреде, истраживање разлика и сличности у производњи, као и проучавање аграрних простора и типова пољопривредних поседа.

## Методи истраживања
Постоји неколико метода којима се служи аграрна географија
- метода анализе
- метод синтезе
- метод интегралности, индукције и дедукције
- географски метод
- историјско-генетски метод
- компаративни метод
- метод систематизације
- матаматичко-статистички метод
- картографски метод
- графички метод